# Aves de presa (película)
Aves de presa (en inglés: Birds of Prey: And the Fantabulous Emancipation of One Harley Quinn, o simplemente Birds of Prey) es una Película de DC Films protagonizada por Margot Robbie, Jurnee Smollett-Bell, Mary Elizabeth Winstead, Rosie Perez, Ella Jay Basco y Ewan McGregor. Establecida después de los eventos de Escuadrón suicida, la película sigue a Harley Quinn cuando une fuerzas con Canario Negro, Cazadora y Renée Montoya para salvar a Cassandra Cain del Amo del Crimen de Gotham City, Máscara Negra.
Robbie, quien también se desempeñó como productora de la cinta, propuso la idea de Birds of Prey a Warner Bros. en 2016. La película se anunció en mayo de 2017, y Hodson fue contratado para escribir el guion en noviembre, seguido de Yan para dirigir en abril de 2018. La mayoría del elenco y el equipo fueron confirmados en diciembre de 2018. El rodaje se extendió desde enero hasta abril de 2019 en el Centro de Los Ángeles, partes del Distrito de las Artes, Los Ángeles, y los escenarios de los estudios Warner Bros. en Burbank, California. La filmación adicional tuvo lugar en septiembre de 2019.
Birds of Prey es la primera película del Universo extendido de DC y la segunda producción de DC Films en ser clasificada R por la Asociación Cinematográfica de Estados Unidos. La cinta tuvo su estreno mundial en la Ciudad de México el 25 de enero de 2020, y se estrenó en Estados Unidos en IMAX, Dolby Cinema y 4DX el 7 de febrero de 2020, recaudando $168  millones de dólares en todo el mundo. La película recibió elogios de los críticos por su estilo visual, la dirección de Yan y las actuaciones de Robbie y McGregor, pero también tuvo críticas por su guion.

## Sinopsis
Tras los acontecimientos de Escuadrón suicida, Harley Quinn es abandonada por el Joker, tratando de buscar su emancipación. Cuando Cassandra Cain, una chica que se dedica a robar, se encuentra con un diamante que pertenecía originalmente a la familia de los Bertinelli, el amo del crimen Máscara Negra se interesara en el diamante y ocurrirá una serie de eventos que harán que Harley termine haciendo una alianza con Canario Negro, la Cazadora y Renée Montoya para ayudar a proteger a la joven.

## Argumento
Cuatro años después de la derrota de la Encantadora, el Joker (Jared Leto) rompe con Harley Quinn (Margot Robbie) arrojándola a las calles de Ciudad Gótica. Ella es acogida por Doc (Dana Lee), el dueño de un restaurante taiwanés. Harley se recupera de la ruptura de su relación con el Joker cortándose el pelo, adoptando una hiena manchada a la que llama Bruce y practicando roller derby.
Harley se emborracha en un club nocturno propiedad del despiadado señor del crimen Roman Sionis (Ewan McGregor) y paraliza a su chofer después de que éste la insulte. Harley conoce a la cantante de burlesque Dinah Lance (Jurnee Smollett-Bell), quien luego la rescata cuando se encuentra ebria y en medio de un intento de secuestro. Impresionado por las habilidades de lucha de Dinah, Roman la nombra como su nueva chofer. La noche siguiente, Harley se emborracha nuevamente y, al escuchar a algunos de sus compañeros de bebida debatiendo sobre si realmente ha roto con el Joker, explota la planta de Ace Chemicals para anunciar públicamente su ruptura. Cuando todos descubren que ya no está bajo la protección del Joker, Harley comienza a ser atacada por todos los criminales que le guardan rencor.
Mientras tanto, la detective del Departamento de policía de Ciudad Gótica (D.P.C.G.) Renée Montoya (Rosie Perez) investiga una serie de asesinatos cometidos por un justiciero armado con una ballesta. Montoya intenta reclutar a Dinah como informante, pero ella rechaza la oferta, ya que el D.P.C.G. no estuvo allí para evitar la muerte de su madre. Roman envía a Dinah y a su sádico hombre de confianza, Victor Zsasz (Chris Messina), a recuperar un diamante incrustado con los números de cuenta de la fortuna de la familia criminal Bertinelli, que fue masacrada hace años. La joven carterista Cassandra "Cass" Cain (Ella Jay Basco) le roba el diamante a Zsasz y se lo traga después de ser arrestada.
Harley, que huye de Montoya y de varios otros, es capturada por los hombres de Roman. Roman envía a Harley a recuperar el diamante para él, bajo amenaza de muerte, y también ofrece una recompensa por Cass. Al irrumpir en el D.P.C.G. con un lanzagranadas lleno de pintura y balas brillantes, Harley libera a Cass y la pareja escapa, escondiéndose en el apartamento de Harley. Doc es abordado en busca de información por el "asesino de la ballesta", que se revela como Helena Bertinelli (Mary Elizabeth Winstead). Habiendo sobrevivido a la masacre de su familia y entrenada como asesina, Helena ha estado apuntando a cada uno de los gánsteres responsables de los asesinatos de su familia, prefiriendo el apodo de "La Cazadora". La casa de Harley es bombardeada más tarde por criminales que buscan a Cass, y Doc admite que vendió a Harley. Harley llama a Roman y se ofrece a entregarle a Cass a cambio de su protección, acordando reunirse en un parque de diversiones abandonado. Dinah le avisa a Montoya sobre la cita, pero Zsasz se da cuenta de su traición y se lo informa a Roman. Roman, devastado, se pone su máscara ritualista de la que recibe su apodo, "Máscara Negra".
En el parque, Montoya se enfrenta a Harley, pero es expulsada por una ventana. Zsasz llega y tranquiliza a Harley antes de apuntar a Dinah con una pistola, pero es asesinado por Helena, quien revela que él fue el último de los asesinos de su familia. Montoya regresa y revela que Roman fue el verdadero cerebro detrás de la masacre de los Bertinelli debido a que él los hizo matar tratando de obtener el diamante. Se produce un enfrentamiento hasta que se dan cuenta de que Roman ha llegado con un pequeño ejército de criminales enmascarados. Usando el viejo equipo de Harley, el equipo improvisado de cinco mujeres resiste y repele el ataque. Durante la batalla, Cass es capturada por Roman, mientras que Dinah revela su habilidad metahumana de gritar a nivel supersónico, derrotando a varios de los mafiosos. Harley los persigue en patines y, con la ayuda de Helena, la pareja persigue a Roman. En un muelle cercano, Roman se prepara para matar a Cass, quien saca el anillo de una granada que tomó del cofre de armas de Harley. Harley lo arroja desde el muelle justo antes de que la granada detone, destrozándolo y matándolo.
Después de destruir el imperio criminal de Roman, Montoya abandona el D.P.C.G.. Con el dinero de las cuentas ocultas dentro del diamante, Helena se une a Dinah y Montoya para formar un equipo de justicieras llamado las "Aves de Presa". Harley y Cass escapan, le venden el diamante a una casa de empeños y comienzan su propio negocio.
En la escena poscréditos, Harley le habla a la audiencia, preguntándose por qué todavía están allí, y justo cuando está a punto de decir algo sobre Batman, la interrumpen.

## Reparto
- Margot Robbie como Harleen Quinzel / Harley Quinn: Una ex psiquiatra certificada que se convirtió en una criminal enloquecida y cómplice/novia del Joker, y más tarde en una parte del Escuadrón suicida. Desde entonces, ha cortado lazos con el Joker después de que la pareja se separara.[5] La guionista Christina Hodson buscó reinventar a Harley, queriendo expandir el personaje después de su partida de la compañía del Joker.[6] Hodson llamó a Harley el personaje que más le gustaba desarrollar debido a su personalidad impredecible.[7]
- Mary Elizabeth Winstead como Helena Bertinelli / Huntress (La Cazadora): Una vigilante vengativa armada principalmente con una ballesta, que es la hija huérfana del gánster Franco Bertinelli. 
  - Ella Mika retrata a una joven Helena durante escenas retrospectivas.[8]
- Jurnee Smollett-Bell como Dinah Laurel Lance / Black Canary (Canario Negro): Una vigilante con la capacidad metahumana de emitir gritos hipersónicos, que heredó genéticamente de su madre.[9][10] Es una cantante en un club que posee Roman Sionis.[11] Smollett-Bell describió a Dinah como «privada de sus derechos y desconectada del mundo», y como alguien que «realmente no quiere tener nada que ver con la lucha contra el crimen o ser un buen hacedor, lo que va en contra de su naturaleza porque sabemos que Dinah es todo corazón». La actriz agregó que se hizo fanática de Canario Negro al jugar con el personaje en el videojuego Injustice 2,[12] lo que también influyó en cómo retrató físicamente la representación de los gritos hipersónicos.[13]
- Rosie Perez como Renée Montoya: Una detective alcohólica del Departamento de Policía de Ciudad Gótica abiertamente homosexual, que se encuentra armando un caso policial contra Sionis.[14][15]
- Ella Jay Basco como Cassandra Cain: Una joven ladrona de origen asiático, hija de dos famosos supervillanos (Lady Shiva y David Cain), que es amenazada y perseguida por Máscara Negra debido a que le robó su diamante.[14][2]
- Ewan McGregor como Roman Sionis / Black Mask (Máscara Negra):[16][17] Un líder mafioso brutal y feroz que amenaza a Cassandra y Harley.
- Chris Messina como Victor Zsasz:[18] Un asesino en serie desquiciado y secuaz de Sionis que talla unas marcas en su piel por cada víctima que reclama.
- Ali Wong como Ellen Yee: La fiscal de distrito de Ciudad Gótica y ex enamorada de Renée Montoya.

Además, Talon Reid interpreta a uno de los secuaces de Máscara Negra. Steven Williams, Derek Wilson, Dana Lee, François Chau y Matthew Willig fueron elegidos en roles secundarios como el capitán Patrick Erickson, superior de Montoya en el DPCG, como Tim Munroe, un detective del DPCG, como Doc, el amigo de Harley que posee un restaurante taiwanés, como el Sr. Keo, un jefe del crimen y rival de Sionis, y como Happy, un antiguo secuaz del Joker, respectivamente. Bojana Novakovic interpreta a Erika, una clienta del club nocturno que es víctima de violencia sexual por parte de Sionis. Charlene Amoia y Paul Lasa interpretan a María Bertinelli y Franco Bertinelli, respectivamente, los padres fallecidos de Helena. Robert Catrini interpreta a Stefano Galante, un jefe de la mafia que asesinó a la familia Bertinelli, mientras que Daniel Bernhardt interpreta al chófer de Sionis al inicio de la película.
El Joker, uno de los criminales más temidos de Gotham y exnovio de Harley Quinn, aparece en la película durante una secuencia de flashback a través de imagen generada por computadora combinado al uso de material de archivo de Jared Leto de Escuadrón Suicida más la participación del músico de rock Johnny Goth que sirve como doble para el personaje en ausencia de Leto, quien no se encontraba disponible durante el rodaje de la película. Una fotografía de Jai Courtney como George "Digger" Harkness / Capitán Boomerang, un criminal especialmente armado con bumeranes y antiguo miembro del Escuadrón Suicida, aparece en una pared del Departamento de Policía de Ciudad Gótica.

## Producción

### Desarrollo
En mayo de 2016, antes del estreno de Escuadrón suicida, Warner Bros. Pictures anunció una película spin-off enfocada en Harley Quinn y varias otras heroínas y villanas de DC Comics, como Batgirl y el grupo Aves de Presa. Margot Robbie se unió para repetir su papel de Harley Quinn, y se anunció que también se desempeñaría como productora. La guionista británica Christina Hodson fue anunciada para escribir la película en noviembre de ese año. Robbie había dado la idea de la película a Warner Bros. en 2015 como "una película de pandillas con clasificación R que incluye a Harley, porque pensé, 'Harley necesita amigos'. A Harley le encanta interactuar con la gente, así que nunca la hagas hacer una película independiente". Robbie sintió que era importante para la película tener una directora mujer. Mientras Warner Bros. y DC Films tenían varios otros proyectos de posibles películas orientadas a Harley Quinn en desarrollo, Aves de presa fue la única con cuyo desarrollo Robbie estuvo directamente involucrado.
Robbie pasó tres años trabajando en Aves de presa y continuó presentándolo a Warner Bros. hasta que el estudio sintió que el proyecto estaba en el punto en que podría hacerse. En abril de 2018, Warner Bros. y DC Films habían concluido un acuerdo con Cathy Yan para dirigir, convirtiéndola en la primera directora asiática en dirigir una película de superhéroes. Luego se confirmó que Robbie estaba produciendo la película bajo su compañía LuckyChap Entertainment, como parte de un primer trato que tenía con el estudio; Sue Kroll y Bryan Unkless también fueron anunciados para servir como productores a través de sus compañías Kroll & Co. Entertainment y Clubhouse Pictures, respectivamente. La producción estaba programada para comenzar a fines de 2018 o principios de 2019. El Pingüino estaba destinado a aparecer en el guion en un momento, pero se dejó caer para preservar su debut para la película de 2022, The Batman.

### Preproducción
En julio de 2018, la película estaba entrando en preproducción. Robbie confirmó que la película se titularía Birds of Prey, describiéndola como «diferente» de las otras películas de DC con Harley Quinn, y dijo que se produciría con un presupuesto relativamente pequeño en comparación con otras películas de superhéroes. También afirmó que Harley Quinn recibiría un nuevo traje y se elegirían diversos actores para los otros papeles. La alineación para el equipo de Aves de presa se reveló que incluiría a Canario Negro, Cazadora, Cassandra Cain y Renée Montoya, con el villano como un adversario de Batman que aún no había sido visto en películas. El proceso de casting comenzó en agosto de ese año, con Warner Bros. considerando a varias actrices para los papeles de Cazadora y Canario Negro. Alexandra Daddario, Jodie Comer, Blake Lively y Vanessa Kirby expresaron interés en estos roles. Además, se reveló que Roman Sionis/Máscara Negra sería el antagonista principal de la película.
Más tarde ese mismo mes, Warner Bros. reveló que estaba interesado en elegir a una actriz birracial para interpretar a Canario Negro. Janelle Monáe, Gugu Mbatha-Raw y Jurnee Smollett-Bell estaban bajo consideración para el papel en septiembre, mientras que Sofia Boutella, Margaret Qualley, Mary Elizabeth Winstead y Cristin Milioti fueron consideradas como posibles actrices para el rol de Cazadora. Justina Machado y Roberta Colindrez audicionaron para el papel de Renée Montoya, mientras que Warner Bros. comenzó a buscar a una actriz asiática de 12 años para interpretar a Cassandra Cain. A fines de septiembre, Smollett-Bell y Winstead fueron elegidas respectivamente como Canario Negro y Cazadora, y Warner Bros. programó como fecha de estreno de la cinta el 7 de febrero de 2020. Además, se informó que Ewan McGregor y Sharlto Copley estaban bajo consideración para el papel de Máscara Negra.
Durante la Cumbre de entretenimiento Estados Unidos-China en octubre, Yan confirmó el reparto y dijo que la película tendría una clasificación R. Dijo que «no podía dejar de escribir el guion, tiene más humor oscuro que gran parte de mi trabajo, y hay temas de empoderamiento femenino que son muy fuertes y contables». El cineasta Matthew Libatique se unió a la película ese mes, al igual que Rosie Perez como Renée Montoya. El coordinador de dobles Jonathan Eusebio y el coordinador de lucha Jon Valera se unieron en noviembre junto con McGregor como Máscara Negra y Ella Jay Basco como Cassandra Cain. Además, Robbie reveló que el título completo de la cinta sería Birds of Prey (and the Fantabulous Emancipation of One Harley Quinn), y que el subtítulo reflejaba el tono humorístico y poco serio de la película. El diseñador de producción K. K. Barrett se unió en diciembre, al igual que Chris Messina como Victor Zsasz. Steven Williams, Derek Wilson, Dana Lee, François Chau, Matthew Willig y Ali Wong también se unieron al elenco de la película.

### Rodaje
El rodaje comenzó en Los Ángeles, California, el 14 de enero de 2019 bajo el título de trabajo de Fox Force Five. El rodaje también se llevó a cabo en Atlanta y Savannah, Georgia, y finalmente culminó el 15 de abril de 2019.

### Posproducción
Jay Cassidy y Evan Schiff fueron los editores de la película. Jedediah Smith y Fernando Zorrilla fueron los supervisores generales de efectos visuales de la película. Image Engine, Method Studios, Weta Digital, Luma Pictures y Crafty Apes fueron las empresas que proporcionaron los efectos visuales para la película. En agosto de 2019, Chad Stahelski se unió como director de la segunda unidad para las regrabaciones. La fotografía para el metraje adicional comenzó el 3 de septiembre de 2019.

### Música
En septiembre de 2019, se anunció que el compositor Daniel Pemberton, conocido por crear la partitura de Spider-Man: Into the Spider-Verse, se encargaría de la banda sonora de la cinta.
Un álbum de la banda sonora de la película, titulado Birds of Prey: The Album, se anunció en enero de 2020 y fue lanzado el 7 de febrero por Atlantic Records. Para promocionar el álbum, se lanzó un sencillo todos los viernes antes del lanzamiento de la película.«Diamonds» de Megan Thee Stallion y Normani fue lanzado el 10 de enero, «Joke's On You» de Charlotte Lawrence fue lanzado el 17 de enero, «Boss Bitch» de Doja Cat fue lanzado el 24 de enero, «Sway With Me» de Saweetie y GALXARA fue lanzado el 31 de enero y' «Experiment On Me» de Halsey, fue lanzado el mismo día que el álbum.
La película también incluye canciones que no aparecen en el álbum, como 'Black Betty' de Spiderbait, que se reproduce durante la escena de la pelea en el depósito policial, Joan Jett y 'I Hate Myself For Loving You' de Blackhearts, que se reproduce durante El montaje de Harley tratando de pasar del Joker, 'Barracuda' de Heart, que juega durante la primera parte de la lucha contra la False Face Society, y 'Woman' de Kesha, que juega durante la escena final.

## Estreno
Birds of Prey fue estrenada por Warner Bros. Pictures en Estados Unidos en Dolby Cinema e IMAX el 7 de febrero de 2020.

## Recepción

### Taquilla
A partir del 1 de febrero de 2020, Aves de presa recaudó $13 millones de dólares en Estados Unidos y Canadá, y $18.1 millones en otros territorios, para un total mundial de $31,1 millones de dólares con base a un presupuesto de producción de $85 millones.
En Estados Unidos y Canadá, se proyectó inicialmente que Aves de presa recaudaría en bruto entre $50 y 55 millones de dólares en 4.236 salas de cine en su primer fin de semana de estreno. Sin embargo, después de ganar $13 millones en su primer día (incluyendo $4 millones de las previsualizaciones del jueves por la noche), las estimaciones se redujeron a $33 millones de dólares.
En otros territorios, se esperaba que la película se estrenará con ganancias de entre $60 y 70 millones en 76 países, para un total mundial de entre $110 y 125 millones de dólares. Finalmente, ganó $7.8 millones después de dos días de estreno internacional en 51 países. En marzo se estrenó en Japón y tras 24 días en cartelera acumuló $7 millones de dólares. Al final terminó su recorrido con 168 millones de recaudacion 

### Versión doméstica
Birds of Prey se lanzó en formato digital en HD el 24 de marzo de 2020 por Amazon Prime e itunes, y en formato, 4K UHD, Blu-ray y DVD el 12 de mayo de 2020. Sus ventas en DVD recaudaron $12,142,017 y en Blu-ray, $18,873,855, para un total de $31,015,872.[cita requerida]

### Respuesta crítica
En el agregador de reseñas Rotten Tomatoes, la película tiene una calificación de aprobación del 78 % basada en 307 reseñas, con una calificación promedio de 6,7/10.  El consenso de críticos del sitio web dice: "Con una perspectiva fresca, algunos nuevos amigos y mucha acción trepidante, Aves de presa captura el colorido espíritu anárquico de la Harley Quinn de Margot Robbie". En el sitio web Metacritic, posee un puntaje promedio de 60 sobre 100 con base en 58 reseñas críticas, indicando "reseñas mixtas o promedio". El público encuestado por CinemaScore dio a la cinta una calificación promedio de "B+" en una escala de A+ a F, y PostTrak informó que recibió un promedio de 4 de 5 estrellas, y el 61 % de las personas dijeron que definitivamente la recomendarían.
John DeFore, de The Hollywood Reporter, llamó a la película "llena de acción, pero con regida por más reglas que su protagonista loca" y escribió: "Yan encuentra muchas oportunidades para piezas emocionantes: la coreografía de acción extravagante hace la mayor parte del diseño de escenarios coloridos, trucos improbables y brutalidad de estilo Wrasslin. Pero el guion de Hodson ofrece bromas mucho menos divertidas de lo que podría haber entre las escenas de lucha". Escribiendo para Variety, Owen Gleiberman dijo que la película era "pobre, animada, ruidosa, descarada, divertida y digna de olvidar" y elogió las actuaciones animadas de Robbie y McGregor, así como la dirección de Yan, aunque señaló que el guion tenía "actitud de sobra, pero de una manera bastante escueta".
En una crítica mordaz, Mike LaSalle, del San Francisco Chronicle, dijo: "Aves de presa (y la fantabulosa emancipación de una Harley Quinn) es más que horrible. No debería existir. Nunca se debió gastar el presupuesto en ella. El guion nunca se debió filmar. Margot Robbie no debería haberla producido. Ciertamente no debería haberla protagonizado".

### Premios y nominaciones
| Premio                                         | Fecha de la ceremonia   | Categoría                                   | Destinatarios y nominados | Resultado | Ref.          |
| ---------------------------------------------- | ----------------------- | ------------------------------------------- | --- | --------- | ------------- |
| Hollywood Critics Association Midseason Awards | 2 de julio de 2020      | Mejor película                              | Birds of Prey (and the Fantabulous Emancipation of One Harley Quinn)                                                         | Nominada  | [ 78 ] [ 79 ] |
| Hollywood Critics Association Midseason Awards | 2 de julio de 2020      | Mejor actriz                                | Margot Robbie | Nominada  | [ 78 ] [ 79 ] |
| Hollywood Critics Association Midseason Awards | 2 de julio de 2020      | Mejor actriz de reparto                     | Mary Elizabeth Winstead | Nominada  | [ 78 ] [ 79 ] |
| Hollywood Critics Association Midseason Awards | 2 de julio de 2020      | Mejor actor de reparto                      | Ewan McGregor | Ganador   | [ 78 ] [ 79 ] |
| Hollywood Critics Association Midseason Awards | 2 de julio de 2020      | Mejor directora                             | Cathy Yan | Ganadora  | [ 78 ] [ 79 ] |
| Hollywood Critics Association Midseason Awards | 2 de julio de 2020      | Mejor guion adaptado                        | Christina Hodson | Nominada  | [ 78 ] [ 79 ] |
| People's Choice Awards                         | 15 de noviembre de 2020 | La película de 2020                         | Birds of Prey (and the Fantabulous Emancipation of One Harley Quinn)                                                         | Nominada  | [ 80 ]        |
| People's Choice Awards                         | 15 de noviembre de 2020 | La película de acción de 2020               | Birds of Prey (and the Fantabulous Emancipation of One Harley Quinn)                                                         | Nominada  | [ 80 ]        |
| People's Choice Awards                         | 15 de noviembre de 2020 | La estrella de cine femenina de 2020        | Margot Robbie | Nominada  | [ 80 ]        |
| People's Choice Awards                         | 15 de noviembre de 2020 | La estrella de cine de acción de 2020       | Margot Robbie | Nominada  | [ 80 ]        |
| People's Choice Awards                         | 15 de noviembre de 2020 | La canción de banda sonora de 2020          | Boss Bitch - Doja Cat | Nominada  | [ 80 ]        |
| American Music Awards                          | 22 de noviembre de 2020 | Mejor banda sonora                          | Birds of Prey: The Album | Ganadora  | [ 81 ]        |
| IGN Awards                                     | 15 de diciembre de 2020 | Mejor película del año 2020                 | Birds of Prey (and the Fantabulous Emancipation of One Harley Quinn)                                                         | Nominada  | [ 82 ]        |
| IGN Awards                                     | 15 de diciembre de 2020 | Mejor película de acción de 2020            | Birds of Prey (and the Fantabulous Emancipation of One Harley Quinn)                                                         | Ganadora  | [ 82 ]        |
| IGN Awards                                     | 15 de diciembre de 2020 | Mejor película en conjunto de 2020          | Margot Robbie, Mary Elizabeth Winstead, Jurnee Smollett, Rosie Perez, Chris Messina, Ella Jay Basco, Ali Wong, Ewan McGregor | Nominados | [ 82 ]        |
| IGN Awards                                     | 15 de diciembre de 2020 | Mejor director de cine en 2020              | Cathy Yan | Nominada  | [ 82 ]        |
| Chicago Film Critics Association               | 21 de diciembre de 2020 | Mejor dirección de arte                     | Gustaf Aspegren, Kasra Farahani, Jordan Ferrer, Julien Pougnier                                                              | Nominados | [ 83 ]        |
| Chicago Film Critics Association               | 21 de diciembre de 2020 | Mejor diseño de vestuario                   | Erin Benach, Helen Huang | Nominada  | [ 83 ]        |
| Critics' Choice Super Awards                   | 10 de enero de 2021     | Mejor película de superhéroes               | Birds of Prey | Nominada  | [ 84 ] [ 85 ] |
| Critics' Choice Super Awards                   | 10 de enero de 2021     | Mejor actor en una película de superhéroes  | Ewan McGregor | Ganador   | [ 84 ] [ 85 ] |
| Critics' Choice Super Awards                   | 10 de enero de 2021     | Mejor actriz en una película de superhéroes | Margot Robbie | Ganadora  | [ 84 ] [ 85 ] |
| Critics' Choice Super Awards                   | 10 de enero de 2021     | Mejor actriz en una película de superhéroes | Jurnee Smollett | Nominada  | [ 84 ] [ 85 ] |
| Hollywood Critics Association                  | 5 de marzo de 2021      | Mejor película de acción                    | Mejor película de acción | Ganadora  | [ 86 ] [ 87 ] |
| Hollywood Critics Association                  | 5 de marzo de 2021      | Mejor película taquillera                   | Mejor película taquillera | Ganadora  | [ 86 ] [ 87 ] |
| Hollywood Critics Association                  | 5 de marzo de 2021      | Mejores acrobacias                          | Mejores acrobacias | Ganadora  | [ 86 ] [ 87 ] |
| Hollywood Critics Association                  | 5 de marzo de 2021      | Mejor peinado y maquillaje                  | Deborah La Mia Denaver & Adruitha Lee                                                                                        | Nominadas | [ 86 ] [ 87 ] |
| Hollywood Critics Association                  | 5 de marzo de 2021      | Mejor diseño de vestuario                   | Erin Benach | Nominada  | [ 86 ] [ 87 ] |
| Hollywood Critics Association                  | 5 de marzo de 2021      | Mejores efectos especiales                  | Kevin Souls & Thrain Shadbolt                                                                                                | Nominados | [ 86 ] [ 87 ] |
| Premios Saturn                                 | 2021                    | Mejor adaptación de cómic a película        | Mejor adaptación de cómic a película                                                                                         | Pendiente | [ 88 ]        |
| Premios Saturn                                 | 2021                    | Mejor actriz en una película                | Pendiente |           | [ 88 ]        |
| Premios Saturn                                 | 2021                    | Mejor actriz de reparto                     | Jurnee Smollett | Pendiente | [ 88 ]        |
| Premios Saturn                                 | 2021                    | Mejor interpretación de una actriz joven    | Ella Jay Basco | Pendiente | [ 88 ]        |
| Premios Saturn                                 | 2021                    | Mejor vestuario                             | Erin Benach | Pendiente | [ 88 ]        |
| Premios Saturn                                 | 2021                    | Mejores efectos especiales                  | Mark Hawker, Yael Majors & Greg Steele                                                                                       | Pendiente | [ 88 ]        |

## Futuro
Se prevé que Aves de presa sea la primera de una trilogía de películas centradas en Harley Quinn, y se cree que la segunda se basaría en el equipo de Gotham City Sirens. Además, una serie de películas de Harley Quinn están en desarrollo, incluyendo The Suicide Squad, así como una que se centra en su relación con el Joker.